# Criptocromo

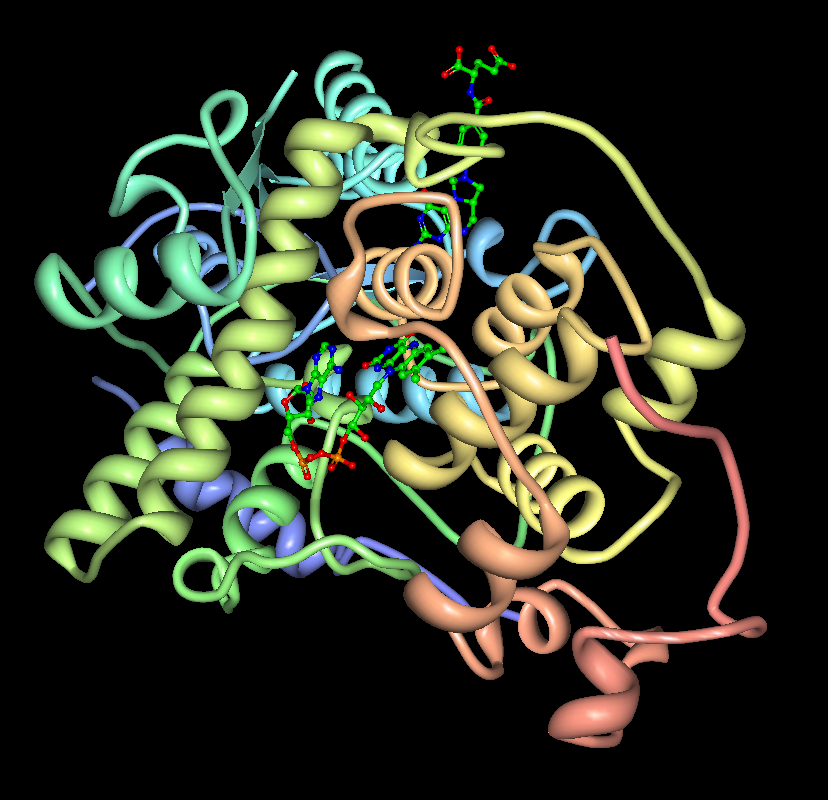
Criptocromo 3 de Arabidopsis thaliana,mostrando los ligandos FAD (abajo adelante) y MHF (arriba atrás).

Los criptocromos (del griego κρυπτό χρώμα, "color oculto") son una clase de fotorreceptores de luz azul de plantas y animales. Constituyen una familia de flavoproteínas que regulan la germinación, elongación, fotoperiodicidad, y otras respuestas en las plantas superiores. Los criptocromos también están involucrados en el ritmo circadiano de  plantas y animales, y en la detección de campos magnéticos en algunas especies. La luz azul también media el fototropismo, pero esta respuesta tiene su propio conjunto de fotorreceptores, las fototropinas. A diferencia de  estas últimas y de los fitocromos, los criptocromos no son quinasas.

## Evolución
Evolutivamente los criptocromos son muy antiguos y se encuentran muy conservados. Son derivados y estrechamente relacionados con la fotoliasa, una enzima bacteriana que se activa por la luz y participa en la reparación de los daños al ADN. En los eucariotas los criptocromos han perdido su actividad enzimática original. 
Los genes que codifican para dos criptocromos, CRY1 y CRY2, se encuentran en muchas especies, incluso en humanos en los cromosomas 11 y 12.

## Mecanismos de captura de la luz
Los criptocromos poseen dos cromóforos: la pterina (en forma de ácido 5,10-metenil-6 ,7,8-tri-hidrofólico (MHF)) y flavina (en forma de flavín adenín dinucleótido (FAD)). Ambos pueden absorber un fotón, en la planta Arabidopsis thaliana la pterina absorbe en una longitud de onda de 380nm y la flavina a 450 nm. La energía es capturada por la pterina y transferida a la flavina. FAD se reduce a FADH, que probablemente media la fosforilación de cierto dominio en el criptocromo. Esto puede provocar una cadena de transducción de señales, que posiblemente afectan la regulación de genes en el núcleo de la célula.

## Función en el ritmo circadiano
Estudios en animales y plantas sugieren que los criptocromos desempeñan un papel fundamental en la generación y mantenimiento de los ritmos circadianos. En los corales forman parte del mecanismo que desencadenan la coordinación de desove para unas pocas noches después de una luna llena en primavera.

## Función en la magnetocepción
Los criptocromos en las neuronas fotorreceptoras de los ojos de las aves están involucradas en la orientación magnética durante la migración. Los criptocromos son también esenciales para las capacidades dependientes de la luz en la mosca de la fruta Drosophila melanogaster para sensar campos magnéticos. Además, los campos magnéticos afectan los criptocromos en la planta Arabidopsis thaliana: el crecimiento se ve afectado por campos magnéticos en presencia de luz azul. De acuerdo a un modelo, el criptocromo cuando es expuestos a la luz azul forma un par de radicales donde el espín de los dos electrones desapareados está correlacionado. El campo magnético que lo rodea afecta el tipo de correlación (paralela o anti-paralela), y esto a su vez afecta la cantidad de tiempo que el criptocromo permanece en su estado activado. La activación del criptocromo puede afectar la sensibilidad a la luz de las neuronas de la retina, llevando a que el animal pueda "ver" el campo magnético.